# Eocottus
Genre
Eocottus est un genre éteint de poissons osseux de l’ordre des Scorpaeniformes. Il vivait lors de l’Éocène.